# Ernest William Shurly
Ernest William Shurly  (17 de agosto de 1888 - 11 de noviembre de 1963) fue un botánico inglés.
Fue un especialista en la familia de Cactaceae. Fue fundador y primer Pte. de la "Sociedad Británica de Mammilaria".

## Algunas publicaciones
- 1959. Cacti. Ed. Ward, Lock. 160 pp.

- 1954. How to grow cacti and succulents. Ed. Cact.& Succ.Soc.Gr.Brit. 32 pp.

- 1954. The Cultivation of Mesembryanthemacceae. Ed E.W. Shurly. Ilustraciones de Martin Heinrich Gustav Schwantes. 88 pp. 64 ilustr.

- 1953. Nel, G.C.; P.G. Jordaan; E.W. Shurly. The Gibbaeum Handbook. A genus of highly succulent plants, native to South Africa. Ed. P.G. Jordaan
- La abreviatura «Shurly» se emplea para indicar a Ernest William Shurly como autoridad en la descripción y clasificación científica de los vegetales.[1]

Se poseen 60 registros IPNI de sus identificaciones, y nombramientos de nuevas especies, publicando habitualmente en : Cactus Journ., Cactaceae (Backeberg), Cactac. Handb. Kakteenk., Cact. Succ. J. Gr. Brit., Cact. J. (Croydon)